# Elwood (Indiana)
Elwood es una ciudad ubicada en el condado de Madison en el estado estadounidense de Indiana. En el Censo de 2010 tenía una población de 8614 habitantes y una densidad poblacional de 881,26 personas por km².

## Geografía
Elwood se encuentra ubicada en las coordenadas 40°16′29″N 85°50′14″O / 40.27472, -85.83722. Según la Oficina del Censo de los Estados Unidos, Elwood tiene una superficie total de 9.77 km², de la cual 9.77 km² corresponden a tierra firme y (0%) 0 km² es agua.

## Demografía
Según el censo de 2010, había 8614 personas residiendo en Elwood. La densidad de población era de 881,26 hab./km². De los 8614 habitantes, Elwood estaba compuesto por el 96.74% blancos, el 0.21% eran afroamericanos, el 0.19% eran amerindios, el 0.35% eran asiáticos, el 0.05% eran isleños del Pacífico, el 1% eran de otras razas y el 1.47% pertenecían a dos o más razas. Del total de la población el 3.32% eran hispanos o latinos de cualquier raza.